# Данилевский, Игорь Николаевич
Игорь Николаевич Даниле́вский (род. 20 мая 1953, Ростов-на-Дону, СССР) — советский и российский историк, источниковед, специалист по Древней Руси (до конца XVI века). Доктор исторических наук, профессор.

## Биография
В 1970—1975 годах учился на историческом факультете Ростовского государственного университета; под руководством А. П. Пронштейна защитил дипломную работу «Методика датировки исторических фактов».
В 1975—1978 годы — аспирант кафедры источниковедения и вспомогательных исторических дисциплин Ростовского государственного университета.
В сентябре 1978 — мае 1983 года — ассистент, старший преподаватель кафедры истории СССР, заместитель декана исторического факультета Ростовского государственного педагогического института.
В 1981 году на историческом факультете МГУ имени М. В. Ломоносова защитил диссертацию на соискание учёной степени кандидата исторических наук по теме «Временные данные письменных источников и методы датировки исторических фактов» (специальность 07.00.09 — историография, источниковедение и методы исторического исследования).
В мае 1983 — августе 1988 года — инспектор-методист, заместитель начальника отдела преподавания общественных дисциплин Главного управления высших и средних педагогических учебных заведений Министерства просвещения РСФСР.
В августе 1988 — сентябре 1989 года — директор Республиканского учебно-методического кабинета высшего и среднего педагогического образования Министерства просвещения (Министерства народного образования) РСФСР.
В сентябре 1989 — январе 1994 года — доцент кафедры истории СССР досоветского периода (кафедры истории России) Московского государственного педагогического института имени В. И. Ленина (Московского педагогического государственного университета).
В январе 1994 — сентябре 1996 года — заведующий лабораторией становления личности в историческом развитии Института развития личности Российской академии образования.
В сентябре 1996 — феврале 2001 года — доцент, заведующий лабораторией кафедры источниковедения и вспомогательных исторических дисциплин Историко-архивного института РГГУ; читал курсы лекций «Герменевтика и текстология», «Историк и текст».
В феврале 2001 — январе 2010 года — заместитель директора по научной работе, руководитель Отдела социокультурных исследований, центра «История частной жизни и повседневности» Института всеобщей истории РАН.
В 2004 году в РГГУ защитил диссертацию на соискание учёной степени доктора исторических наук по теме «Герменевтические основы изучения летописных текстов» (специальность 07.00.09 — историография, источниковедение и методы исторического исследования). Профессор Российско-французского центра исторической антропологии им. Марка Блока.
В 2008 — 2022 годы — профессор, с 2010 года — заведующий кафедрой истории идей и методологии исторической науки Факультета истории Высшей школы экономики. В 2016 году вошёл в состав ВАК РФ.
Автор более 240 научных публикаций.
В феврале 2022 года подписал открытое письмо российских учёных и научных журналистов с осуждением вторжения России на Украину и призывом вывести российские войска с украинской территории.

## Критика
Специалист в области древнерусской литературы А. Н. Ужанков раскритиковал статью Данилевского об Александре Невском как антипатриотическую, охарактеризовав деятельность историка как «новое мифотворчество»:
<В статье «Один из любимых героев детства» («Знание — сила», 1994, № 7)> И. Н. Данилевский <…> поставил перед собой задачу развенчать столетиями слагавшийся миф о великом князе Александре Ярославиче. <…> Налицо новое мифотворчество: развенчать семисотлетнюю славу князя Александра Невского, как защитника Руси <…>, выставить его в роли реакционера, выступившего против продвижения католической цивилизации на восток.А. Н. Ужанков, доктор филологических наук

## Основные работы
Монографии
- Андреев И. Л., Данилевский И. Н. Общественная мысль России: с древнейших времен до середины XX века. Том 1. Становление общественной мысли допетровской Руси. М., 2020
- Данилевский И. Н., Пронштейн А. П. Вопросы теории и методики исторического исследования. — М., 1986.
- Данилевский И. Н. Древняя Русь глазами современников и потомков (IX—XII вв.): курс лекций. Архивная копия от 17 августа 2017 на Wayback Machine — М.: Аспект-Пресс, 1998 ISBN 5-7567-0219-9 (2-е изд. 2001)
- Данилевский И. Н. Русские земли глазами современников и потомков (XII—XIV вв.): курс лекций. — М., 2001.
- Данилевский И. Н. Повесть временных лет: герменевтические основы изучения летописных текстов. Архивная копия от 6 августа 2016 на Wayback Machine — М.: Аспект-Пресс, 2004. — 383 с. — ISBN 5-7567-0345-4

Статьи
- Данилевский И. Н. Лунно-солнечный календарь Древней Руси // Архив русской истории. — М., 1992. — Вып. 1. — С. 122—132.
- Данилевский И. Н. Библия и Повесть временных лет (К проблеме интерпретации летописных текстов) (недоступная ссылка) // Отечественная история. — 1993. — № 1. — С. 78—94.
- Данилевский И. Н. Один из любимых героев детства // Знание — сила. — 1994. — № 7. — С. 122—132.
- Данилевский И. Н. «Откуда есть пошла Русская земля»: О «Влесовой книге» и псевдоистории… // Знание — сила. — 1994. — № 8. — С. 16—25.
- Данилевский И. Н. Замысел и название Повести временных лет (недоступная ссылка) // Отечественная история. — 1995. — № 5. — С. 101—110.
- Данилевский И. Н. Символика дат и название Повести временных лет // Источник. Метод. Компьютер. Традиционное и компьютерное источниковедение / Отв. ред. В. Н. Владимиров и С. В. Цыб. — Барнаул: Изд-во АГУ, 1996. — С. 11—22. ISBN 5-230-29806-5
- Данилевский И. Н. Эсхатологические мотивы в Повести временных лет // У источника. Сб. ст. в честь С. М. Каштанова. — М.: Изд-во МПУ «СигналЪ», 1997. — Ч. 1. — С. 172—220. ISBN 5-7017-0183-2
- Данилевский И. Н. Традиционное летоисчисление и «новая хронология» // Вопросы истории. — 1998. — № 1. — С. 16—29.
- Данилевский И. Н. Холопское счастье Даниила Заточника Архивная копия от 4 марта 2016 на Wayback Machine // Казус. Индивидуальное и уникальное в истории. — Вып. 4. — М., 2002. — С. 94—107.
- Данилевский И. Н. Ледовое побоище: смена образа Архивная копия от 5 марта 2016 на Wayback Machine // Отечественные записки. — 2004. — № 5.
- Данилевский И. Н. Цитаты, которые мы изучаем // Одиссей. Человек в истории. 2004. — М., 2004. — С. 299—317.
- Данилевский И. Н. Александр Невский: Парадоксы исторической памяти Архивная копия от 28 августа 2016 на Wayback Machine // «Цепь времён»: проблемы исторического сознания. — М.: ИВИ РАН, 2005. — С. 119—132.
- Статьи в Православной энциклопедии:
  - Данилевский И. Н. «Влесова книга» // Православная энциклопедия. — М., 2005. — Т. IX : Владимирская икона Божией Матери — Второе пришествие. — С. 128-129. — 39 000 экз. — ISBN 5-89572-015-3.
  - Данилевский И. Н. и Турилов А. А. Даниил // Православная энциклопедия. — М., 2007. — Т. XIV : Даниил — Димитрий. — С. 80-82. — 39 000 экз. — ISBN 978-5-89572-024-0.
  - Данилевский И. Н. Даниил Заточник // Православная энциклопедия. — М., 2007. — Т. XIV : Даниил — Димитрий. — С. 113-114. — 39 000 экз. — ISBN 978-5-89572-024-0.